# 빅투르 레안드루 바기
빅투르 레안드루 바기(Victor Leandro Bagy, 1983년 1월 21일, 산투 아나스타시우 ~)는 흔히 빅투르(Victor)로 알려진 브라질의 전 프로 축구 선수이다.

## 클럽 경력

### 파울리스타
산투 아나스타시우 출신으로, 빅투르는 1997년에 14세의 나이로 상 파울루의 유소년팀에 합류하였다. 그러나, 1년 후, 그는 1군에서의 출전 시간 제한으로 인해 파울리스타로 이적하였다.
비투르는 2000년에 1군에 차출되었으나, 1군 데뷔전을 위해 2003년까지 기다려야 했다. 그는 첫 시즌을 대체로 하파에우 브라칼리의 백업으로 활약하였으나, 2006년에 나시오날로 이적하면서 주전이 되었다. 빅투르는 코파 두 브라질 2005의 우승 주역이었으나, 결승전의 두 경기를 모두 교체 선수로 결장했다.

### 그레미우
2007년 12월 18일, 빅투르는 그레미우에 합류하였고, 삼색 군단 (Tricolor) 은 그의 지분 절반을 400,000BR에 사들였다. 그는 초반 경기에서 주전 지위를 확보하였으나, 2008년 2월 24일 부상을 당하면서 반 달간 결장하게 되었다.
빅투르는 부상 복귀 후 연말까지 논란의 여지없는 주전 선수로 활약하였는데, 브라질레이랑의 전 경기에 출전하고 최우수 골키퍼로 선정되었다. 2009년, 그는 또다시 최우수 선수로 선정되었으나, 국가대표팀 출장으로 팀 공헌도가 줄었다. 그 해 여름, 빅투르는 바리와 벤피카에 링크되기도 하였으나, 모두 성사되지 못했다.
2010년 6월 18일, 그는 그레미우와 계약을 2015년까지 연장하였다. 빅투르는 선발 라인업에 남았으나, 그의 팀은 시즌을 4위로 마감하였다. 그러나, 이후, 그레미우는 과거의 성과를 내는데 어려움을 겪음에도 불구하고, 2011년에도 32경기 출전하였다.

### 아틀레치쿠 미네이루
2012년 6월 29일, 빅투르는 €3.5M에 5년 계약 체결로 아틀레치쿠 미네이루의 선수가 되었다. 그는 새 클럽에서도 주전 선수였고, 수탉 군단 (Galo) 가 준우승을 거둔 이 시즌에 29경기를 출전하였다.
2013년, 빅투르는 클럽 티후아나전, 뉴얼스 올드 보이스전, 그리고 클루브 올림비아전에서의 페널티킥 선방으로 2013년 코파 리베르타도레스 우승에 큰 공헌을 하였다.

## 국가대표팀 경력
2009년 5월 21일, 빅투르는 2010년 FIFA 월드컵 예선전과 2009년 FIFA 컨페더레이션스컵을 앞두고 두번째로 (2005년이 처음) 브라질 국가대표팀에 차출되었다.
2010년 8월 10일, 그는 2-0으로 이긴 미국전에서 국가대표팀 데뷔전을 치르었다. 2014년 5월 7일, 빅투르는 2014년 FIFA 월드컵을 앞두고 최종 23인 엔트리에 포함되었다.

## 사생활
빅투르 레안드루는 로마 가톨릭교도이다.

## 경력 통계
2014년 5월 19일 기준

### 클럽
| 클럽                | 시즌      | 리그 | 리그 | 컵   | 컵 | 대륙 | 대륙 | 기타 | 기타 | 합계 | 합계 |
| 클럽                | 시즌      | 출장 | 골   | 출장 | 골 | 출장 | 골   | 출장 | 골   | 출장 | 골   |
| ------------------- | --------- | ---- | ---- | ---- | -- | ---- | ---- | ---- | ---- | ---- | ---- |
| 그레미우            | 2008      | 38   | 0    | –    | –  | –    | –    | –    | –    | 38   | 0    |
| 그레미우            | 2009      | 28   | 0    | –    | –  | 10   | 0    | 16   | 0    | 54   | 0    |
| 그레미우            | 2010      | 35   | 0    | 9    | 0  | 1    | 0    | 21   | 0    | 66   | 0    |
| 그레미우            | 2011      | 32   | 0    | –    | –  | 8    | 0    | 14   | 0    | 54   | 0    |
| 그레미우            | 2012      | 6    | 0    | 10   | 0  | 0    | 0    | 20   | 0    | 36   | 0    |
| 그레미우            | 합계      | 139  | 0    | 19   | 0  | 19   | 0    | 71   | 0    | 248  | 0    |
| 아틀레치쿠 미네이루 | 2012      | 29   | 0    | –    | –  | –    | –    | –    | –    | 29   | 0    |
| 아틀레치쿠 미네이루 | 2013      | 29   | 0    | 2    | 0  | 14   | 0    | 15   | 0    | 58   | 0    |
| 아틀레치쿠 미네이루 | 2014      | 5    | 0    | 0    | 0  | 7    | 0    | 10   | 0    | 22   | 0    |
| 아틀레치쿠 미네이루 | 합계      | 63   | 0    | 2    | 0  | 21   | 0    | 25   | 0    | 111  | 0    |
| 경력 합계           | 경력 합계 | 202  | 0    | 21   | 0  | 40   | 0    | 96   | 0    | 359  | 0    |

1. ↑  코파 두 브라질 포함
2. ↑  코파 리베르타도레스, 코파 수다메리카나 포함
3. ↑  캄페우나투 가우추, 캄페우나투 미네이루, FIFA 클럽 월드컵 포함

### 국가대표팀
| 국가대표팀 | 연도 | 출장 | 골 |
| ---------- | ---- | ---- | -- |
| 브라질     | 2010 | 4    | 0  |
| 브라질     | 2011 | 1    | 0  |
| 브라질     | 2013 | 1    | 0  |
| 브라질     | 2014 | 0    | 0  |
| 합계       | 합계 | 6    | 0  |

## 수상

### 클럽
파울리스타
- 코파 두 브라질: 2005

그레미우
- 캄페우나투 가우추 : 2010

아틀레치쿠 미네이루
- 캄페우나투 미네이루: 2013
- 코파 리베르타도레스: 2013
- 레코파 수다메리카나: 2014
- 코파 두 브라질: 2014

### 국가대표팀
브라질
- FIFA 컨페더레이션스컵: 2009

### 개인
- 브라질 리그 최우수 골키퍼: 2008, 2009
- 볼라 지 프라타 최우수 골키퍼: 2009
- 코파 리베르타도레스 올해의 골키퍼: 2013[18]